# عصب‌شناسی اخلاق
در فلسفه و علوم اعصاب، عصب‌شناسی اخلاق به مطالعه پیرامون ارتباط متقابل علوم اعصاب و اخلاق می‌پردازد.اخلاق در علوم اعصاب به تأثیرات اخلاقی، قانونی و اجتماعی این حوزه می‌پردازد، از جمله اینکه چگونه فناوری‌های مرتبط با علوم اعصاب می‌توانند برای پیش‌بینی یا تغییر رفتار انسان به کار گرفته شوند و همچنین به پیامدهای درک مکانیکی عملکرد مغز برای جامعه. این حوزه تلاش می‌کند دانش علوم اعصاب را با تفکر اخلاقی و اجتماعی تلفیق کند.
برخی از مسائل در حوزه اخلاق علوم اعصاب تفاوت اساسی با چالش‌های موجود در اخلاق زیستی ندارند. اما برخی دیگر به‌طور ویژه به اخلاق علوم اعصاب اختصاص دارند، زیرا مغز به‌عنوان ارگان اصلی ذهن، تأثیرات قابل‌توجهی بر مسائل فلسفی گسترده‌تر مانند ماهیت اراده آزاد، مسئولیت اخلاقی، خودفریبی و هویت شخصی دارد. نمونه‌هایی از موضوعات مرتبط با اخلاق علوم اعصاب در ادامه این مقاله آورده شده‌اند.
منشأ اصطلاح «اخلاق علوم اعصاب» موضوع بحث برخی نویسندگان بوده است. ریس و رز معتقدند که «اخلاق علوم اعصاب» نوواژه‌ای است که در ابتدای قرن ۲۱، عمدتاً از طریق ارتباطات شفاهی و نوشتاری فیلسوفان و اخلاق‌شناسان پدید آمده است. به گفته راسین (۲۰۱۰)، این اصطلاح نخستین‌بار در سال ۱۹۷۳ توسط پزشک هاروارد، آنلیز آ. پونتیوس، در مقاله‌ای با عنوان «اخلاق علوم اعصاب در مورد 'راه رفتن' نوزادان» در مجله Perceptual and Motor Skills مطرح شد. این نویسنده در سال ۱۹۹۳ دوباره این اصطلاح را در مقاله‌ای برای مجله Psychological Report مطرح کرد که اغلب به اشتباه به‌عنوان اولین استفاده از این واژه شناخته می‌شود. پیش از سال ۱۹۹۳، عصب‌شناس آمریکایی، رونالد کرنفورد، این اصطلاح را در سال ۱۹۸۹ به کار برده بود. ایلز (۲۰۰۳) استفاده‌هایی از این واژه را در مقالات علمی مربوط به سال‌های ۱۹۸۹ و ۱۹۹۱ ثبت کرده است. نویسنده ویلیام سفایر در سال ۲۰۰۲ با تعریف این واژه به‌عنوان «بررسی درست و نادرست، خوب و بد در مورد درمان، بهبود، مداخله ناخواسته و دست‌کاری نگران‌کننده مغز انسان» معنای کنونی آن را رایج کرد.

## دو دسته مسئله
اخلاق علوم اعصاب شامل تمام جنبه‌هایی است که پیشرفت‌های علوم اعصاب پایه و بالینی با مسائل اجتماعی و اخلاقی تلاقی پیدا می‌کنند. این حوزه به قدری نوپاست که هر تلاشی برای تعریف دقیق دامنه و محدودیت‌های آن در حال حاضر، به احتمال زیاد در آینده و با پیشرفت علوم اعصاب و آشکار شدن پیامدهای آن، نادرست از آب درخواهد آمد. با این حال، در حال حاضر می‌توان دو دسته کلی از مسائل اخلاقی در علوم اعصاب را تشخیص داد: دسته‌ای که از آنچه می‌توانیم انجام دهیم ناشی می‌شوند و دسته‌ای که از آنچه می‌دانیم برمی‌خیزند.
در دسته نخست، مسائل اخلاقی ناشی از پیشرفت‌هایی مانند تصویربرداری عصبی عملکردی، روان‌داروشناسی، کاشت‌های مغزی (ایمپلنت‌ها) و رابط‌های مغز و ماشین قرار می‌گیرند. در دسته دوم، مسائل اخلاقی مرتبط با درک فزاینده ما از مبانی عصبی رفتار، شخصیت، آگاهی و حالت‌های تعالی معنوی جای می‌گیرند.

## پیشینه تاریخی و پیامدهای اخلاق علوم اعصاب
جوامع ابتدایی عمدتاً فاقد نظامی در زمینه اخلاق علوم اعصاب بودند تا بتوانند در مواجهه با مشکلاتی مانند بیماری‌های روانی و خشونت که با پیشرفت تمدن شدت می‌یافت، هدایت شوند. سوراخ‌کاری جمجمه (تِرِپاناسیون) مسیری پیچیده را طی کرد تا به «جراحی روانی» منتهی شود.   در نیمه نخست قرن بیستم، پژوهش‌های علوم اعصاب پایه و جراحی روانی به‌طور همزمان پیشرفت کردند، اما اخلاق علوم اعصاب از علم و فناوری عقب ماند؛   به نحوی که تنها در حکومت‌های اقتدارگرا، بلکه حتی در جوامع مدرن و حکومت‌های دموکراتیک، علیرغم ادعاهای مربوط به «پیشرفت» اجتماعی در اخلاق پزشکی نتوانسته است همگام با پیشرفت فناوری حرکت کند، . اخلاق همچنان در مقابله با مشکلات بیماری‌های روانی که با خشونت انسانی مرتبط است، از علم عقب‌تر است.   خشونت «بیمارگونه» و بی‌دلیل همچنان پابرجاست و هر روز به ما یادآوری می‌کند که تمدن فقط یک گام با بازگشت به بربریت فاصله دارد. اخلاق علوم اعصاب (نورواخلاق) باید با پیشرفت‌های پژوهش‌های علوم اعصاب همگام شود و در مواجهه با این چالش، از دستورات تحمیلی دولت‌ها جدا بماند.
نویسنده معاصری که به تاریخ جراحی روانی در ارتباط با اخلاق علوم اعصاب پرداخته است، چنین نتیجه‌گیری می‌کند: «درس‌های تاریخ به‌خوبی نشان می‌دهند که هر جا دولت تلاش کرده تا اخلاق پزشکی را تغییر داده و اخلاق زیستی بوروکراتیک را تحمیل کند، نتایج اغلب به تضعیف مراقبت‌های پزشکی و پژوهش‌ها منجر شده است. در قرن بیستم، چه در اتحاد جماهیر شوروی کمونیستی و چه در آلمان نازی، پزشکی پس از آنکه این نظام‌های اقتدارگرا اخلاق حرفه پزشکی را فاسد کردند و آن را به سطحی بی‌سابقه از بربریت کشاندند، دچار پسرفت شد. سقوط تاریک روان‌پزشکان شوروی و پزشکان نازی به بربریت نتیجه همکاری آگاهانه پزشکان با دولت‌های توتالیتر بود؛ به‌ظاهر به نام «خیر جمعی»، اما به بهای آسیب رساندن به بیمارهایشان.»
این نکته باید هنگام تدوین دستورالعمل‌های جدید در پژوهش‌های علوم اعصاب و اخلاق زیستی به‌خوبی مدنظر قرار گیرد. 

## موضوعات کلیدی
عصب‌شناسی اخلاق طیف گسترده‌ای از مسائل را در بر می‌گیرد که تنها می‌توان به نمونه‌هایی از آن‌ها در اینجا اشاره کرد. برخی از این مسائل ارتباط نزدیکی با اخلاق زیست‌پزشکی سنتی دارند، زیرا نسخه‌های مختلفی از این چالش‌ها ممکن است در ارتباط با سایر سیستم‌های بدنی به جز مغز نیز مطرح شوند. به عنوان مثال، چگونه باید با یافته‌های اتفاقی برخورد کرد، زمانی که یک فرد پژوهشی که گمان می‌رود سالم است، برای تحقیقات علوم اعصاب اسکن می‌شود و این اسکن وجود یک ناهنجاری را نشان می‌دهد؟ یا داروهایی که برای افزایش عملکرد طبیعی مغز استفاده می‌شوند، چقدر ایمن هستند؟ این‌ها مسائل عصب‌اخلاقی‌ای هستند که در اخلاق زیست‌پزشکی سنتی نیز سوابق روشنی دارند. این مسائل حائز اهمیت‌اند و خوشبختانه می‌توانیم از تجربیات جامعه با سوابق مشابه برای تعیین بهترین راهکارها در موارد فعلی بهره بگیریم.
در مقابل، بسیاری از مسائل عصب‌اخلاقی حداقل تا حدی جدید هستند و این موضوع به جذابیت فکری این حوزه کمک می‌کند. این مسائل نسبتاً نوظهور ما را وادار می‌کنند که درباره رابطه ذهن و مغز و پیامدهای اخلاقی آن تأمل کنیم.

### مداخلات مغزی
اخلاقیات ارتقای عصب‌شناختی، یعنی استفاده از داروها و مداخلات مغزی دیگر برای ارتقای افراد عادی به حالتی «بهتر از طبیعی»، نمونه‌ای از مسائل عصب‌اخلاقی است که جنبه‌های آشنا و جدید را با یکدیگر ترکیب می‌کند. از یک سو، می‌توانیم از مطالعات پیشین اخلاق زیستی در زمینه ارتقای فیزیکی بهره بگیریم، مانند دوپینگ برای افزایش قدرت در ورزش‌ها و استفاده از هورمون رشد انسانی برای پسران کوتاه‌قدی که از نظر پزشکی طبیعی هستند. از سوی دیگر، مسائل اخلاقی نسبتاً جدیدی در ارتباط با ارتقای مغز مطرح می‌شود، زیرا این مداخلات بر نحوه تفکر و احساس افراد تأثیر می‌گذارند و مسائل تازه‌ای مانند «آزادی شناختی» را پیش می‌کشند.
نقش روزافزون روان‌داروشناسی در زندگی روزمره نیز مسائل اخلاقی متعددی را به همراه دارد؛ از جمله تأثیر تبلیغات دارویی بر تصورات ما از سلامت روان و حالت طبیعی، و حس تغییرپذیر هویت شخصی که به دلیل آنچه پیتر دی. کریمر آن را «روان‌داروشناسی زیبایی» نامیده، ایجاد می‌شود.
روش‌های غیردارویی برای تغییر عملکرد مغز نیز در حال تجربه دوره‌ای از پیشرفت سریع هستند. بازگشت روان‌جراحی برای درمان بیماری‌های روانی مقاوم به دارو و ظهور درمان‌های امیدوارکننده برای بیماری‌های عصبی و روانی بر اساس تحریک عمقی مغز و همچنین روش‌های نسبتاً غیرتهاجمی تحریک فراجمجمه‌ای، نمونه‌هایی از این پیشرفت‌ها هستند.
تحقیقات درباره رابط‌های مغز و ماشین عمدتاً در مرحله پیش‌بالینی قرار دارند، اما نویدبخش کنترل رایانه‌ها و ربات‌ها از طریق فکر برای بیماران فلج هستند. تاریخ تاسف‌بار لوبوتومی پیشانی به ما یادآوری می‌کند که تغییرات دائمی در مغز نمی‌توانند به سادگی انجام شوند. اگرچه مداخلات مغزی غیردارویی صرفاً با اهداف درمانی انجام می‌شوند، ارتش ایالات متحده تحقیقاتی را در این زمینه و به طور خاص در استفاده از تحریک مستقیم الکتریکی فراجمجمه‌ای حمایت می‌کند که احتمالاً هدف آن افزایش توانایی‌های سربازان است.

### تصویربرداری عصبی
علاوه بر مسائل مهمی مانند ایمنی و یافته‌های اتفاقی که پیش‌تر ذکر شد، توانایی بی‌سابقه و به‌سرعت در حال پیشرفت برای ارتباط دادن فعالیت‌های مغزی با حالت‌ها و ویژگی‌های روان‌شناختی، پرسش‌های اخلاقی تازه‌ای را مطرح کرده است. یکی از کاربردهای جدید و پرگفتگو در این حوزه، استفاده از همبستگی بین فعالیت مغزی و دروغ‌گویی است. این مفهوم را می‌توان در چارچوب دستگاه دروغ‌سنج بررسی کرد؛ بدین معنا که دانشمندان با استفاده از تصویربرداری مغزی، بخش‌هایی از مغز را که در هنگام فریب فعال می‌شوند، مطالعه می‌کنند. گروه‌های تحقیقاتی مختلف، همبستگی‌هایی میان fMRI و دروغ‌گویی در وظایف آزمایشگاهی شناسایی کرده‌اند. با وجود تردید بسیاری از متخصصان، این تکنیک پیش از اثبات قطعی علمی، به‌صورت تجاری عرضه شده است.کاربرد عملی‌تر تصویربرداری مغزی در «بازاریابی عصبی» دیده می‌شود، که در آن واکنش‌های آگاهانه یا ناخودآگاه افراد به محصولات خاص به‌ظاهر قابل اندازه‌گیری است. 
پژوهشگران همچنین به دنبال همبستگی‌های تصویربرداری مغزی با طیف گسترده‌ای از ویژگی‌های روان‌شناختی، از جمله شخصیت، هوش، آسیب‌پذیری‌های سلامت روان، نگرش‌ها نسبت به گروه‌های قومی خاص و گرایش به ارتکاب جرائم خشن هستند. برای مثال، نگرش‌های ناخودآگاه نژادی ممکن است در فعالیت مغزی منعکس شوند. این قابلیت‌های واقعی یا بالقوه تصویربرداری مغزی مسائل اخلاقی متعددی را ایجاد می‌کنند. یکی از مهم‌ترین دغدغه‌ها، مسئله حریم خصوصی است. برای مثال، کارفرمایان، بازاریابان و دولت‌ها علاقه‌مند به دانستن توانایی‌ها، شخصیت، صداقت و دیگر محتوای ذهنی افراد هستند. این موضوع سوالاتی را در مورد چگونگی و زمان تضمین حریم خصوصی ذهن انسان مطرح می‌کند.
مشکل اخلاقی دیگر این است که اسکن‌های مغزی اغلب به‌عنوان ابزارهایی دقیق‌تر و عینی‌تر از آنچه واقعاً هستند، تلقی می‌شوند. مراحل متعدد پردازش سیگنال، تحلیل آماری و تفسیر، فعالیت مغزی تصویرشده را از ویژگی‌ها و حالت‌های روان‌شناختی استنباط‌شده جدا می‌کند. این خطر وجود دارد که عموم مردم (از جمله قضات، هیئت‌های منصفه، کارفرمایان و شرکت‌های بیمه) این پیچیدگی‌ها را نادیده بگیرند و تصاویر مغزی را به‌عنوان حقیقتی بی‌چون‌وچرا تلقی کنند.
یک سوءتفاهم مرتبط با این موضوع، «عصب‌واقع‌گرایی» (neuro-realism) نامیده می‌شود. به‌بیان ساده، این طرز فکر می‌گوید چیزی واقعی است، چون می‌توان آن را با تجهیزات الکترونیکی اندازه‌گیری کرد. به‌عنوان مثال، فردی که ادعا می‌کند دچار درد، کاهش میل جنسی یا احساسات ناخوشایند است، تنها زمانی «واقعاً» بیمار تلقی می‌شود که این علائم در اسکن مغزی تایید شوند، و در صورت عدم وجود چنین همبستگی‌هایی، سالم یا طبیعی به‌حساب می‌آید. مثال‌هایی مانند وجود «اندام‌های خیالی» ناتوانی این رویکرد را نشان می‌دهند.

### تنوع شناختی

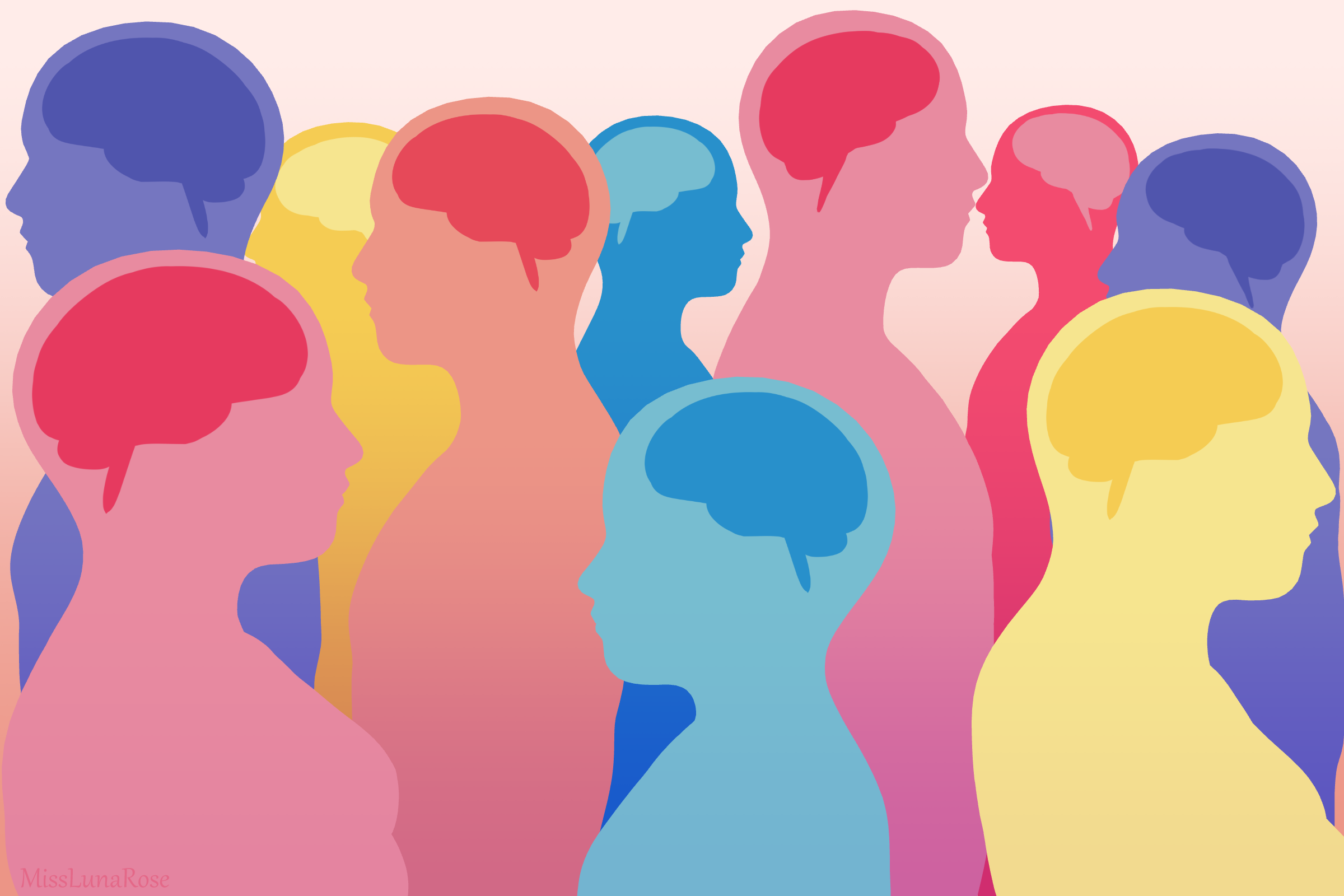
هنر اوتیستیک که نمایانگر تنوع طبیعی ذهن انسان‌هاست

پارادایم تنوع عصبی چارچوبی برای درک عملکرد مغز انسان است که تنوع در پردازش حسی، توانایی‌های حرکتی، اضطراب اجتماعی، شناخت و تمرکز را به‌عنوان تفاوت‌های زیست‌شناختی عصبی در نظر می‌گیرد. این تنوع در طیفی از تفاوت‌های عصبی-شناختی قرار می‌گیرد. پارادایم تنوع عصبی بر این باور است که تنوع در شناخت، بخشی از ویژگی‌های انسانی است و برخی از تفاوت‌های عصبی که معمولاً به‌عنوان اختلال طبقه‌بندی می‌شوند—مانند اوتیسم—تفاوت‌هایی هستند که شامل نقاط قوت و ضعف و همچنین ناتوانی‌هایی می‌شوند که لزوماً پاتولوژیک نیستند. افرادی که در محدوده متوسط عملکرد و تفکر قرار دارند، به‌عنوان افراد عصب‌معمول (Neurotypical) شناخته می‌شوند.
به‌طور کلی، تنوع شناختی—یا «محدوده بهینه‌ای از تنوع»—به‌عنوان عاملی بسیار ارزشمند شناخته شده است. فناوری‌های علمی مانند ویرایش ژن ممکن است مسائل اخلاقی مرتبطی را به همراه داشته باشند. همچنین گمانه‌زنی‌هایی وجود دارد مبنی بر اینکه فناوری‌های ارتقای شناختی (Cognitive Enhancement Technologies یا CETs) می‌توانند تنوع شناختی در سطح جمعیت را افزایش دهند، زیرا افراد مختلف ممکن است جنبه‌های متفاوتی از توانایی‌های شناختی خود را برای ارتقا انتخاب کنند. ارتقای اخلاقی نیز یکی از موضوعات مهم در حوزه عصب‌اخلاق است.

### اختلالات هوشیاری
بیمارانی که در وضعیت کما، حالت نباتی یا حالت حداقل هوشیاری هستند، چالش‌های اخلاقی متعددی را ایجاد می‌کنند. این بیماران قادر به پاسخ‌گویی نیستند و ارزیابی نیازهای آن‌ها تنها از طریق دیدگاه شخص ثالث ممکن است. آن‌ها نمی‌توانند میزان درد، کیفیت زندگی، یا ترجیحات خود در پایان زندگی را بیان کنند. پیشرفت‌های علوم اعصاب و تصویربرداری مغزی این امکان را فراهم کرده است که فعالیت مغزی این بیماران به‌طور دقیق‌تری بررسی شود. یافته‌های اخیر از مطالعات با استفاده از تصویربرداری تشدید مغناطیسی عملکردی (fMRI) دیدگاه ما نسبت به بیماران نباتی را تغییر داده است. این تصاویر نشان داده‌اند که جنبه‌هایی از پردازش احساسی، درک زبان، و حتی آگاهی ممکن است در بیمارانی که رفتارشان حالت نباتی را نشان می‌دهد، حفظ شده باشد. اگر این موضوع صحت داشته باشد، غیر اخلاقی است که یک شخص ثالث درباره زندگی و آینده این بیماران تصمیم‌گیری کند. برای مثال، تعریف مرگ یکی از مسائل پیچیده در بیماران با آسیب‌های شدید مغزی است. تصمیم‌گیری برای قطع مراقبت‌های حیاتی این بیماران می‌تواند بر اساس ارزیابی‌های نامطمئن از میزان آگاهی آن‌ها صورت گیرد. گزارش‌هایی از مواردی وجود داشته که بیماران در حالت نباتی پایدار به شکل غیرمنتظره‌ای بهبود یافته‌اند. این مسئله پرسش اخلاقی درباره قطع زودهنگام مراقبت‌ها توسط پزشکان را مطرح می‌کند. امید می‌رود که فناوری‌های تصویربرداری عصبی در آینده بتوانند به ما در تعریف دقیق این حالات مختلف هوشیاری کمک کنند و امکان برقراری ارتباط با بیماران در حالت نباتی را به شکلی که تاکنون ممکن نبوده، فراهم سازند. انتقال بالینی این فناوری‌های پیشرفته برای مدیریت پزشکی این بیماران چالش‌برانگیز، از اهمیت حیاتی برخوردار است. در این شرایط، علوم اعصاب نه تنها مسائل اخلاقی جدیدی را آشکار کرده، بلکه راه‌حل‌های بالقوه‌ای نیز ارائه داده است.

### علوم اعصاب و اراده آزاد
عصب‌اخلاق شامل مسائل اخلاقی‌ای می‌شود که علوم اعصاب در رابطه با درک ما از جهان و جایگاه خود در آن ایجاد می‌کند. برای مثال، اگر تمام اعمال ما ناشی از فرآیندهای فیزیکی مغز باشد—که خود محصول ژن‌ها و تجربیات زندگی ما هستند—چگونه می‌توان ما را مسئول اعمالمان دانست؟ در نظام حقوقی ایالات متحده، یک جرم مستلزم وجود «عمل مجرمانه» و «ذهن مجرم» است. با افزایش استفاده از ارزیابی‌های روان‌پزشکی عصبی در سیستم عدالت کیفری و پیشرفت فناوری‌های تصویربرداری عصبی که امکان مشاهده مستقیم‌تر آسیب‌های مغزی را فراهم می‌آورند، برخی پژوهشگران هشدار داده‌اند که این پیشرفت‌ها می‌تواند به عدم توانایی در مسئول شناختن افراد برای اعمالشان منجر شود. به این ترتیب، شواهد تصویربرداری عصبی ممکن است نشان دهند که اراده آزاد وجود ندارد و هر عملی که یک فرد انجام می‌دهد، صرفاً نتیجه‌ای از اعمال گذشته و تکانه‌های زیستی است که از کنترل ما خارج‌اند.
یکی از مسائل محوری در عصب‌اخلاق این است که آیا و چگونه خودمختاری فردی با اخلاق علوم اعصاب سازگار است و مسئولیت دانشمندان علوم اعصاب نسبت به جامعه و دولت چیست. با این حال، در مورد این که آیا خودمختاری مستلزم مفهوم «اراده آزاد» است یا اینکه یک اصل «اخلاقی-سیاسی» جدا از معماهای متافیزیکی است، بحث‌هایی وجود دارد.